# Poecilotheria
Poecilotheria (лат.) — род древесных пауков семейства птицеедов (Theraphosidae). Обитают в Шри-Ланке и Индии. Название Poecilotheria происходит от греческих слов «poikilos» — пёстрый, пятнистый, разнообразный, и «therion» — дикий зверь. Другое название рода — «украшенный», или «орнаментный», птицеед.
Видовой состав
Типовой вид: Poecilotheria fasciata
Синонимы:

Poecilotheria gadgili (Tikader, 1977) = Poecilotheria regalis

Poecilotheria nallamalaiensis (Rao et al., 2006) = Poecilotheria formosa

Poecilotheria pederseni (Kirk, 2001) = Poecilotheria vittata

Poecilotheria pococki = Poecilotheria smithi
- Poecilotheria fasciata (Latreille, 1804) — Шри-Ланка
- Poecilotheria formosa (Pocock, 1899) — Индия
- Poecilotheria hanumavilasumica (Smith, 2004) — Индия
- Poecilotheria metallica (Pocock, 1899) — Индия
- Poecilotheria miranda (Pocock, 1900) — Индия
- Poecilotheria ornata (Pocock, 1899) — Шри-Ланка
- Poecilotheria rajaei (Nanayakkara, et al., 2012) — Шри-Ланка
- Poecilotheria regalis (Pocock, 1899) — Индия
- Poecilotheria rufilata (Pocock, 1899) — Индия
- Poecilotheria smithi (Kirk, 1996) — Шри-Ланка
- Poecilotheria striata (Pocock, 1895) — Индия
- Poecilotheria subfusca (Pocock, 1895) — Шри-Ланка
- Poecilotheria tigrinawesseli (Smith, 2006) — Индия
- Poecilotheria vittata (Pocock, 1895) — Шри-Ланка